# Sven Axel Tullberg
Sven Axel Theodore Tullberg (27 februari 1852, Landskrona - 15 december 1886 Lund) was een Zweedse botanicus, paleontoloog en geoloog.
Tullberg studeerde vanaf 1871 geologie aan de Universiteit van Lund en werd daar hoogleraar in 1880. Hij werkte als assistent-geoloog vanaf 1879 en als geoloog en paleontoloog bij de Geological Survey van Zweden vanaf 1881. Aanvankelijk richtte hij zich vooral botanische onderwerpen, en publiceerde "Een overzicht van de Scandinavische soorten van het geslacht Ranunculus" (1873), "Bijdrage aan de flora van Skåne" (samen met J. Eriksson, 1873) en het over geslacht Primula (Om några på Möen förekommande Primulaformer, 1876).
Daarna richtte hij zich op paleontologie en geologie, met name de afzettingen uit het Siluur in Skåne. Zijn eerste paleontologische werk gaat echter over de soorten van het geslacht Agnostus nabij Andrarum (Om Agnostusarterna i de kambriska aflagringarne vid Andrarum,1880). Later bestudeerde hij voornamelijk graptolieten uit zowel paleontologisch als stratigrafisch gezichtspunt. Publicaties hierover zijn onder meer: "Några Didymograplusarter i undre graptolitskiffer vid Kiviks Esperöd" (1880), "Trenne nya graptolitslägten" (1880), "On the Graptolites Described by Hisinger and the Older Swedish Authors" (1882), "Skånes graptoliter: I. Allmän öfversigt öfver de siluriska bildningarne i Skåne etc." (1882), "II. Graptolitfaunorna i Cordiolaskiffern och Cyrtograptusskiffrarna" (1883) en "Über die Schichtenfolge des Silur in Schonen" in Zeitschrift der deutschen geologischen Gesellschaft 35 (1883). Andere werken van stratigrafisch en paleontologische inhoud beschrijven de gelaagdheid in het Cambrium en Siluur bij Rostanga (1880) en verslagen van de geologische tochten op Öland (1882). Verder beschreef hij de fossielen uit het Jura die Adolf Erik Nordenskiöld verzamelde op Nova Zembla in "Über Versteinerangen aus den Aucellenschichten Noraja Zemljas" (1881), beschreef mariene weekdieren uit de Hörs zandsteen en stelde de geologische kaartbladen op genaamd Vreta kloster (met Gustaf Linnarsson) en Övedskloster.
Het trilobieten (onder)geslacht Svenax is een samentrekking van de eerste twee voornamen van Tullberg.